# Buick Encore
Der Buick Encore ist ein Sport Utility Vehicle, das unter diesem Namen in Nordamerika und in China erhältlich war.

## Encore (2013–2022)
Der Encore der ersten Generation wurde in Europa als Opel Mokka und in Großbritannien als Vauxhall Mokka verkauft. Fast baugleich ist außerdem der Chevrolet Trax. Erstmals der Öffentlichkeit präsentiert wurde das Fahrzeug auf der North American International Auto Show 2012 in Detroit, ab Januar 2013 wurde es verkauft.
Die erste Generation des SUV bietet zehn Airbags (Front, Seite, Knie und Kopf), ein hochauflösendes, in der Diagonalen 18 cm großes LC-Display und sprachgesteuertes Infotainmentsystem. Außerdem ein sogenanntes Quiet-Tuning, welches aktiv Störgeräusche unterdrückt, eine Zwei-Zonen-Klimaautomatik, ein Premium-Audio-System von Bose, einen Regensensor und ein beheizbares Lederlenkrad. Die auch für den Mokka/Trax erhältlichen Sicherheitsassistenten wie Auffahrwarner, Spurhalteassistent und eine Rückfahrkamera, welche mit einer Einparkhilfe gekoppelt ist, gehören ebenso zur Serienausstattung.
Angetrieben wird der Buick Encore von einem aufgeladenen 1,4-Liter-Ottomotor. Er war sowohl mit Front- als auch mit Allradantrieb erhältlich.
Der Basispreis lag bei 24.200 US-Dollar.
Beim US-NCAP-Crashtest wurden beim Gesamtergebnis fünf Sterne erreicht; die Teilergebnisse sind: 5 Sterne als Frontalaufprallgesamtergebnis, 5 Sterne als Seitenaufprallgesamtergebnis und 4 Sterne als Überschlagergebnis.
Auf der New York International Auto Show im April 2016 zeigte Buick ein Facelift des Encore. Ab Juni 2016 stand die überarbeitete Version bei den Händlern.

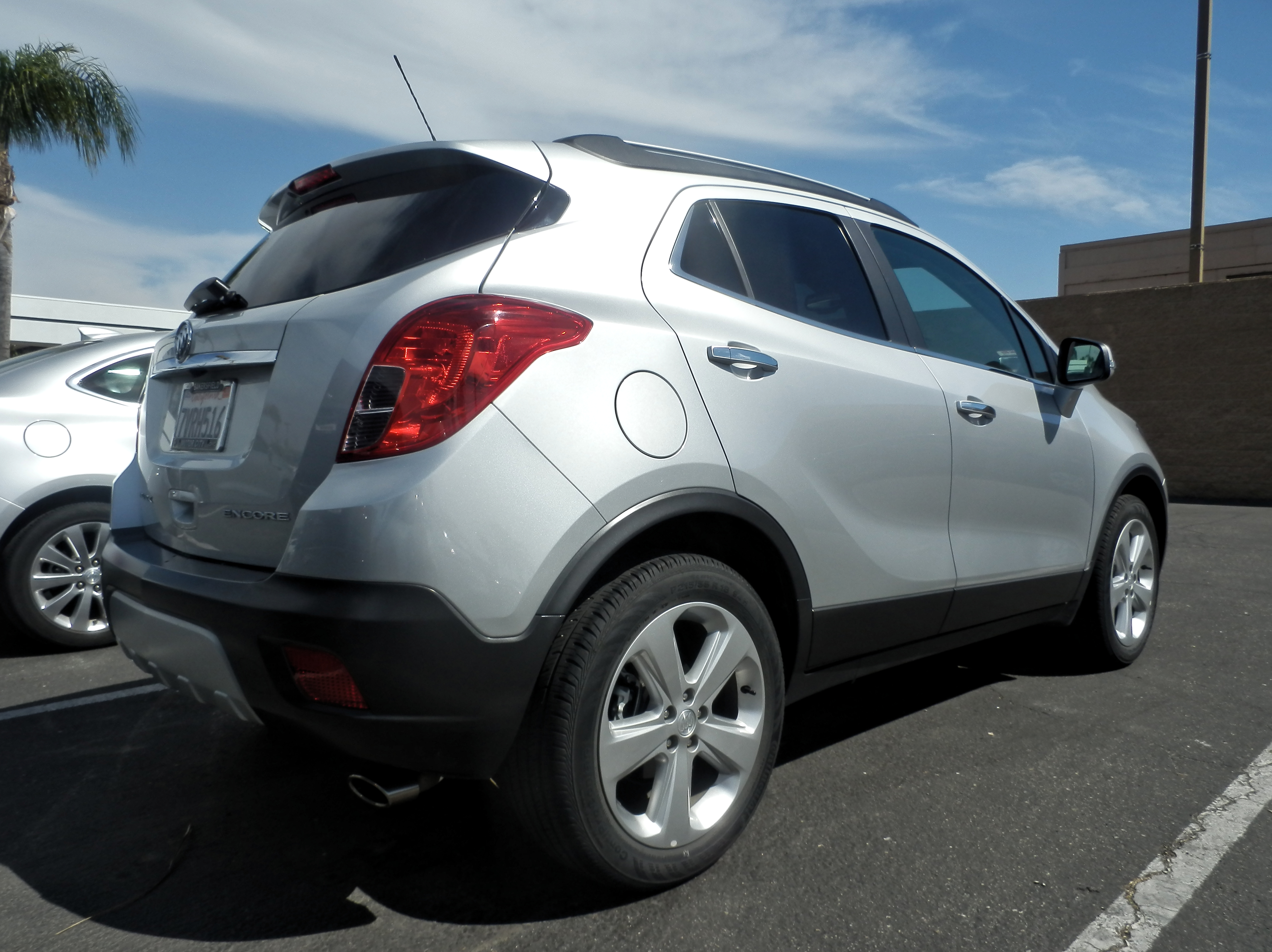
Heckansicht
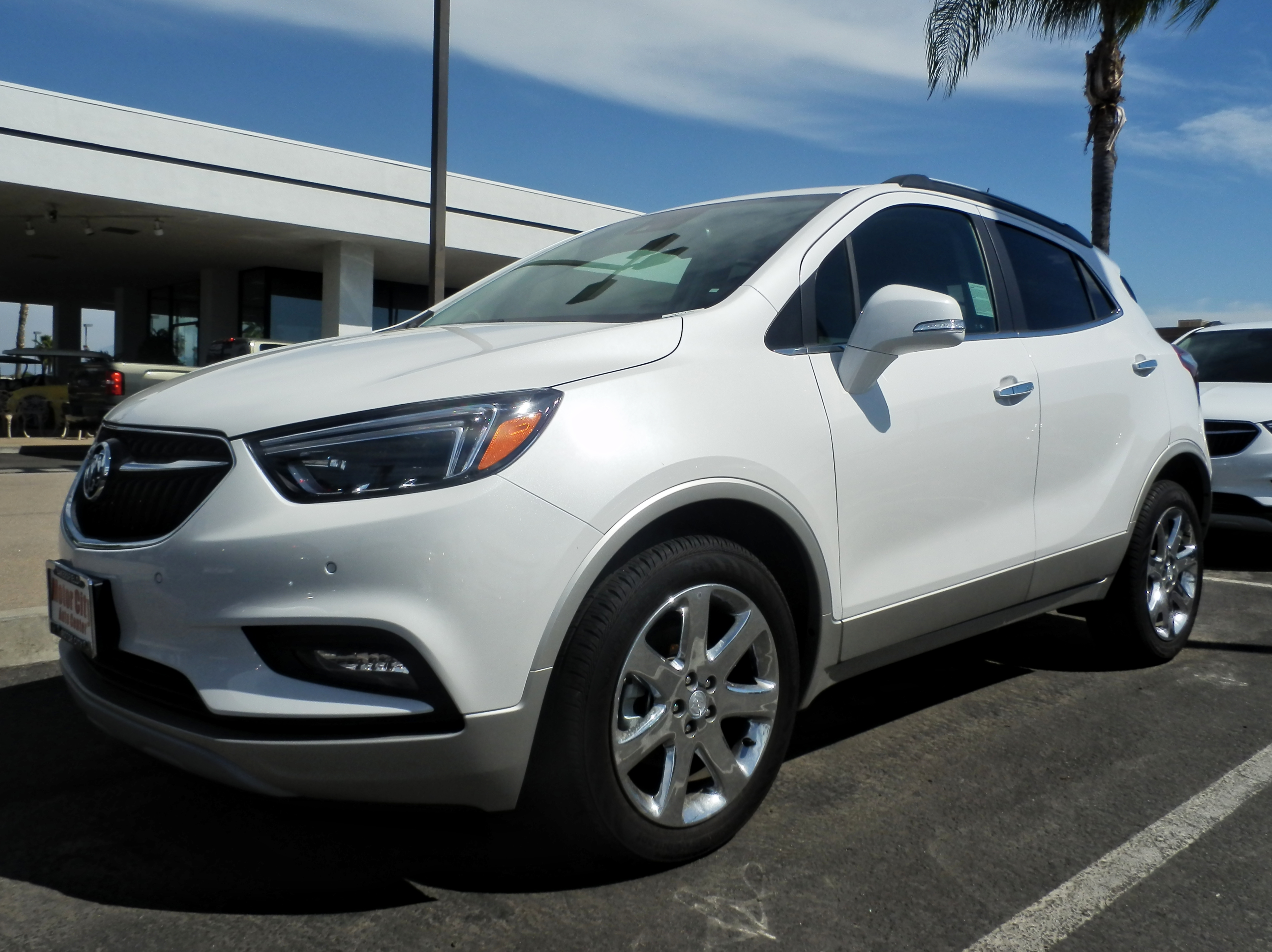
Buick Encore (2016–2022)
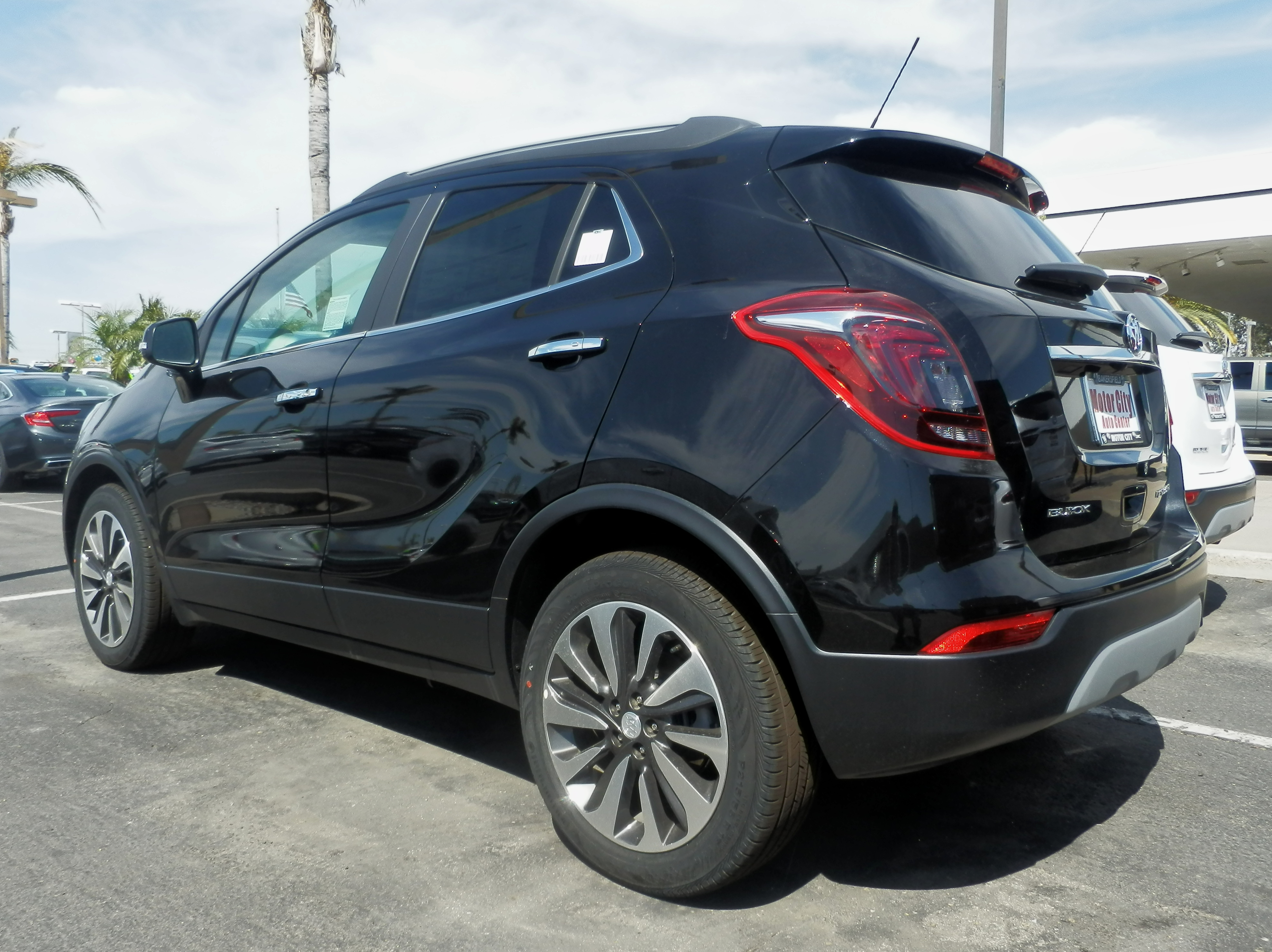
Heckansicht

### Technische Daten
|                                             | 1.4 Ecotec                                             | 1.4 Ecotec                                                  | 1.4 Ecotec                                             | 1.4 Ecotec                                                  |
| ------------------------------------------- | ------------------------------------------------------ | ----------------------------------------------------------- | ------------------------------------------------------ | ----------------------------------------------------------- |
| Bauzeitraum                                 | 01/2013–06/2016                                        | 01/2013–12/2022                                             | 06/2016–07/2019                                        | 2015–12/2022                                                |
| Markt                                       | China                                                  | Nordamerika                                                 | China                                                  | Nordamerika                                                 |
| Motorkenndaten                              |                                                        |                                                             |                                                        |                                                             |
| Motorart                                    | Ottomotor                                              | Ottomotor                                                   | Ottomotor                                              | Ottomotor                                                   |
| Motorbauart                                 | Reihen-Vierzylinder                                    | Reihen-Vierzylinder                                         | Reihen-Vierzylinder                                    | Reihen-Vierzylinder                                         |
| Hubraum                                     | 1372 cm³                                               | 1364 cm³                                                    | 1372 cm³                                               | 1399 cm³                                                    |
| max. Leistung bei min−1                     | 103 kW (140 PS) / 4900–6000                            | 102 kW (139 PS) / 4900                                      | 105 kW (143 PS) / 4900–6000                            | 114 kW (155 PS) / 5600                                      |
| max. Drehmoment bei min−1                   | 200 Nm / 1700–4800                                     | 200 Nm / 1850                                               | 205 Nm / 1800–4800                                     | 240 Nm / 2000–4000                                          |
| Kraftübertragung                            |                                                        |                                                             |                                                        |                                                             |
| Antrieb, serienmäßig                        | Vorderradantrieb                                       | Vorderradantrieb                                            | Vorderradantrieb                                       | Vorderradantrieb                                            |
| Antrieb, optional                           | (Allradantrieb)                                        | (Allradantrieb)                                             | (Allradantrieb)                                        | (Allradantrieb)                                             |
| Getriebe, serienmäßig                       | 6-Gang-Schaltgetriebe / (6-Gang-Automatikgetriebe) (1) | [6-Gang-Automatikgetriebe] / (6-Gang-Automatikgetriebe) (1) | 6-Gang-Schaltgetriebe / (6-Gang-Automatikgetriebe) (1) | [6-Gang-Automatikgetriebe] / (6-Gang-Automatikgetriebe) (1) |
| Getriebe, optional                          | [6-Gang-Automatikgetriebe]                             | –                                                           | [6-Gang-Automatikgetriebe]                             | −                                                           |
| Messwerte                                   |                                                        |                                                             |                                                        |                                                             |
| Höchstgeschwindigkeit                       | 192 km/h [186 km/h] (180 km/h)                         |                                                             | 192 km/h [186 km/h] (180 km/h)                         |                                                             |
| Beschleunigung, 0–100 km/h                  | 10,2 s [10,9 s] (11,4 s)                               |                                                             | 10,2 s [10,9 s] (11,4 s)                               |                                                             |
| Kraftstoffverbrauch auf 100 km (kombiniert) | 6,8 l Super [7,3 l Super] (7,7 l Super)                | [8,4 l Normal] (9,0 l Normal)                               | 6,7 l Super [6,9 l Super] (7,6 l Super)                |                                                             |
| Tankinhalt                                  | 53 l                                                   | 53 l                                                        | 53 l                                                   | 53 l                                                        |

Werte in eckigen Klammern [ ] gelten mit Automatikgetriebe, in runden Klammern ( ) mit Allradantrieb in Verbindung mit Automatikgetriebe.

## Encore (2019–2023)

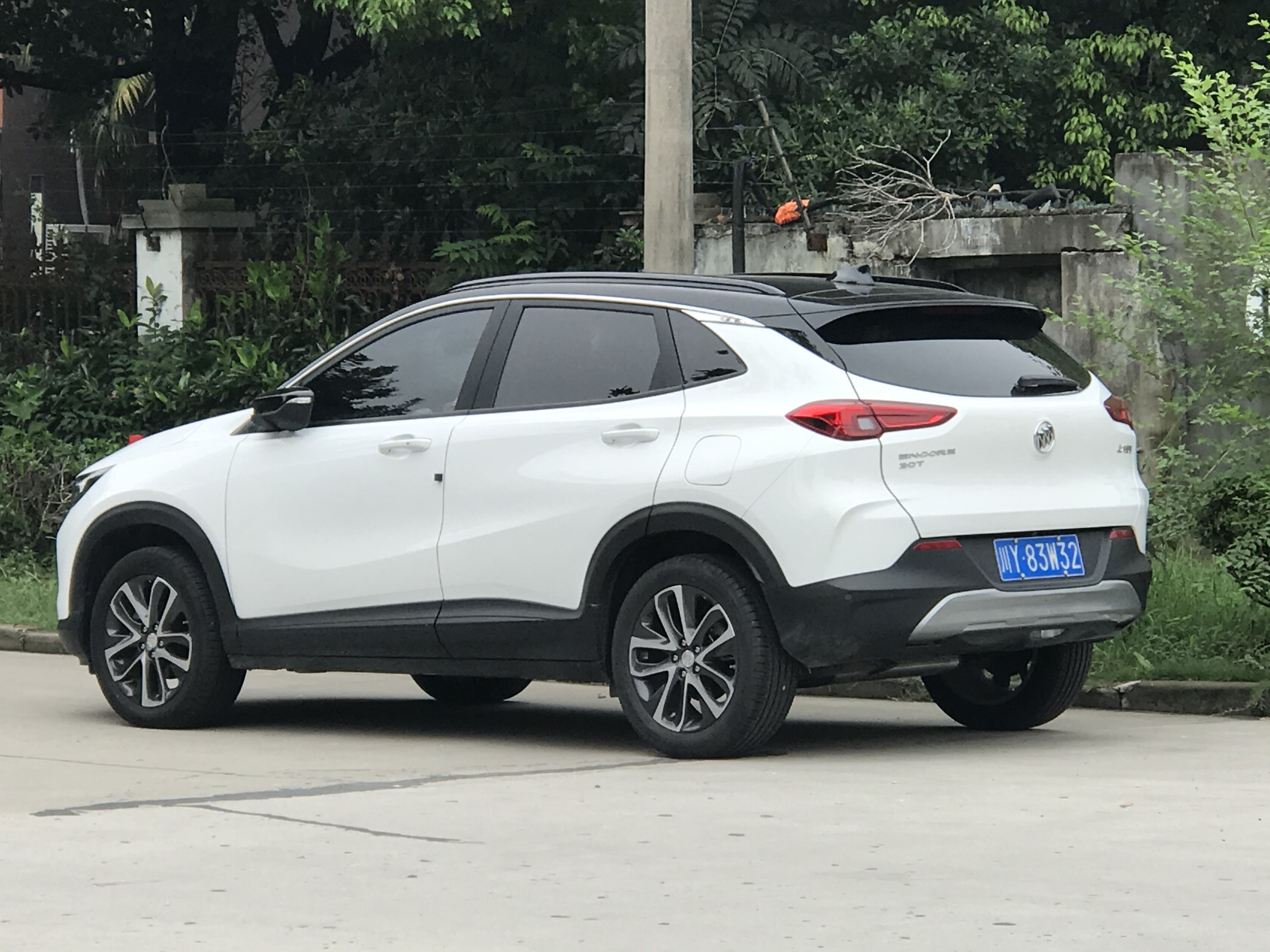
Heckansicht

Die zweite Generation des SUV debütierte wie der größere Buick Encore GX im April 2019 auf der Shanghai Auto Show. Ab Juli 2019 wurden beide Modelle in China verkauft.
Der neue Encore teilt sich die GEM-Plattform mit dem ebenfalls in Shanghai vorgestellten Chevrolet Tracker. Aufgrund der Übernahme von Opel durch den PSA-Konzern soll ein neuer Mokka auf einer anderen Bodengruppe aufbauen.

### Technische Daten
Angetrieben wird die zweite Generation des Encore von einem Einliter-Ottomotor mit 92 kW (125 PS) oder einem 1,3-Liter-Ottomotor mit 121 kW (165 PS). Allradantrieb war nicht erhältlich. Beide Antriebsvarianten kommen auch im Chevrolet Tracker zum Einsatz.
|                                            | 15T                        | 20T                    |
| ------------------------------------------ | -------------------------- | ---------------------- |
| Bauzeitraum                                | 07/2019–07/2023            | 07/2019–07/2023        |
| Markt                                      | China                      | China                  |
| Motorkenndaten                             |                            |                        |
| Motorart                                   | Ottomotor                  | Ottomotor              |
| Motorbauart                                | Reihen-Dreizylinder        | Reihen-Dreizylinder    |
| Hubraum                                    | 999 cm³                    | 1341 cm³               |
| max. Leistung bei min−1                    | 92 kW (125 PS) / 5800      | 121 kW (165 PS) / 5600 |
| max. Drehmoment bei min−1                  | 180 Nm / 1350–4000         | 240 Nm / 1500–4000     |
| Kraftübertragung                           |                            |                        |
| Antrieb, serienmäßig                       | Vorderradantrieb           | Vorderradantrieb       |
| Getriebe, serienmäßig                      | 6-Stufen-Automatikgetriebe | Stufenloses Getriebe   |
| Messwerte                                  |                            |                        |
| Höchstgeschwindigkeit                      | 180 km/h                   | 198 km/h               |
| Beschleunigung, 0–100 km/h                 | 12,5 s                     | 8,9 s                  |
| Leergewicht                                | 1245–1275 kg               | 1285–1305 kg           |
| Kraftstoffverbrauch auf 100 km, kombiniert | 5,5 l Super                | 5,7 l Super            |
| Tankinhalt                                 | 40 l                       | 40 l                   |
| Abgasnorm                                  | China VI                   | China VI               |